# Богданов, Илья Александрович
Илья́ Алекса́ндрович Богда́нов (укр. Ілля Олександрович Богданов, род. 2 августа 1988, Владивосток; известен также под позывным Дальний) — бывший офицер ФСБ, перешедший на сторону Украины в начале российско-украинской войны.

## Биография
Родился 2 августа 1988 года во Владивостоке, окончил среднюю школу № 39. В 14 лет попал в праворадикальное течение. В 2010 году окончил юридический факультет Хабаровского пограничного института ФСБ России по специализации «Оперативно-розыскная деятельность». Поступал в этот институт, чтобы получить определённые навыки и умения, которые можно будет использовать в дальнейшем «для революции в России». Хотел распределиться в Дагестан, чтобы получить боевой опыт.
С 2010 по 2013 год участвовал в контртеррористической борьбе в Дагестане. Служил в пограничном управлении ФСБ России по республике в должности оперуполномоченного отделения в селе Хунзах.
В 2013 году перевёлся в пограничное управление ФСБ по Приморскому краю. С апреля по июль 2014 года был государственным инспектором в сфере охраны морских биологических ресурсов Лазовского заповедника ГРИ ГМИ ПУ ФСБ России в Приморском крае.
Дружил с «приморскими партизанами».

### Украина

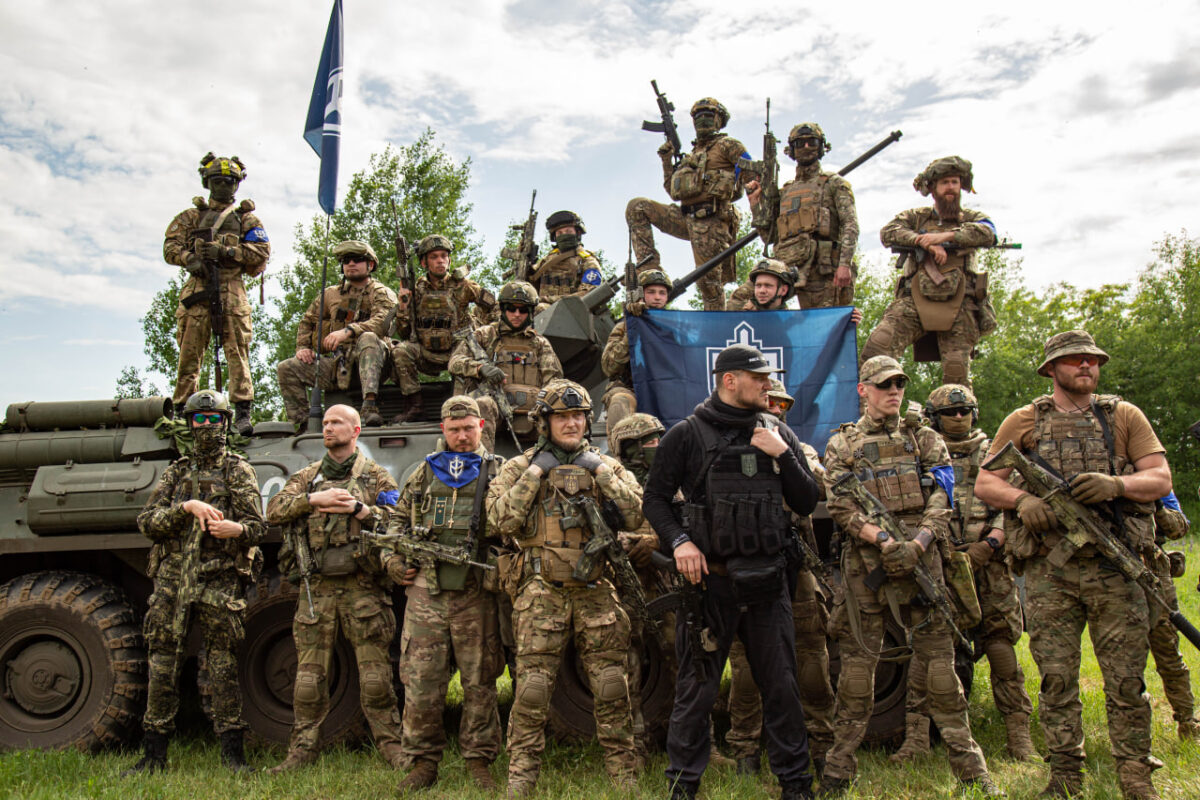
Бойцы РДК в мае 2023. Третий слева (нижний ряд) — Илья Богданов

Приехал в Украину в июле 2014 года. На пресс-конференции рассказал, что принял решение переехать, поскольку был возмущён российской пропагандой. При этом многие друзья Богданова воевали на стороне сепаратистов.
Хотя изначально хотел в полк Азов, попал в добровольческий батальон национальной гвардии Украины «Донбасс». С сентября 2014 года воевал в составе 5-го, потом — 15-го и 7-го батальонов Добровольческого украинского корпуса. С декабря 2014 года — командир 7-го взвода отдельного батальона ДУК «Правый сектор». Участвовал в битве за Иловайск, обороне Донецкого аэропорта в диспетчерской башне в октябре 2014 года, обороне метеостанции Донецкого аэропорта в январе 2015 года, обороне посёлка Пески. Вёл диверсионно-разведывательную деятельность с дислокацией в населённом пункте Верхнеторецкое.
Отдельным указом президента Украины в связи с особым государственным интересом получил гражданство Украины лично из рук президента Петра Порошенко в феврале 2015 года
.
После своей демобилизации в мае 2015 года вёл блог с антипутинской пропагандой, выходил на митинг у российского посольства, осенью того же года баллотировался в Раду Киево-Святошинского района Киевской области от партии «Блок Петра Порошенко». Участвовал в деятельности учреждённого в Киеве «Русского центра».
После завершения активных боевых действий в Донбассе работал охранником, прорабом на стройке, на автомойке, был курьером. 6 июля 2017 года Богданов открыл в Киеве собственное кафе корейской кухни, кулинарной достопримечательностью которого стали пирожки пян-се Богданов объяснил выбор именно корейской кухни тем, что это часть культуры Владивостока и он сам её очень любит.
Позже выяснил, что является потомком украинских переселенцев на «Зелёный Клин». Женат. В сентябре 2021 года под псевдонимом Илья Гаевский издал автобиографию «Паззл», в которой описал период работы в ФСБ.
В 2022 году участвовал в боестолкновениях под Гостомелем и Ирпенем в Киевской области. В январе 2023 года стал бойцом Русского добровольческого корпуса.

## Преследование со стороны России
В РФ внесён в перечень террористов и экстремистов, объявлен в розыск по статьям «госизмена» и «наёмничество». Четырежды его пытались выкрасть, чтобы вывезти в Россию, но все попытки пресекали украинские спецслужбы. Последний такой случай произошёл во время президентских выборов в 2019 году.
8 октября 2015 года Киевский районный суд Харькова приговорил к восьми с половиной годам заключения киллера, который пытался убить Богданова. Во время задержания киллер сообщил, что в 2014 году в Белгороде был завербован лидером «Оплота» Евгением Жилиным и сотрудниками ФСБ России. По указанию кураторов злоумышленник собирал информацию о перемещении украинских подразделений, а впоследствии получил задание на убийство политбеженца. Во время проведения обыска у задержанного была изъята снайперская винтовка, из которой он планировал убить Богданова, бесшумный пистолет 6П9 и патроны к оружию
.
14 ноября 2016 года к украинским правоохранителям обратились друзья и знакомые Ильи Богданова и сообщили о том, что последний раз общались с ним 12 ноября. Украинская полиция возбудила уголовное дело по статье 115 — умышленное убийство. 18 ноября 2016 года Илья Богданов был освобожден СБУ. Как выяснилось, он был похищен, похищением руководил офицер Генштаба ВС РФ «Равай». Как выяснилось позже со слов самого Богданова, видео его освобождения было не оперативной съемкой, а материалом следственного эксперимента.